# St. Johannes der Täufer (Markt)

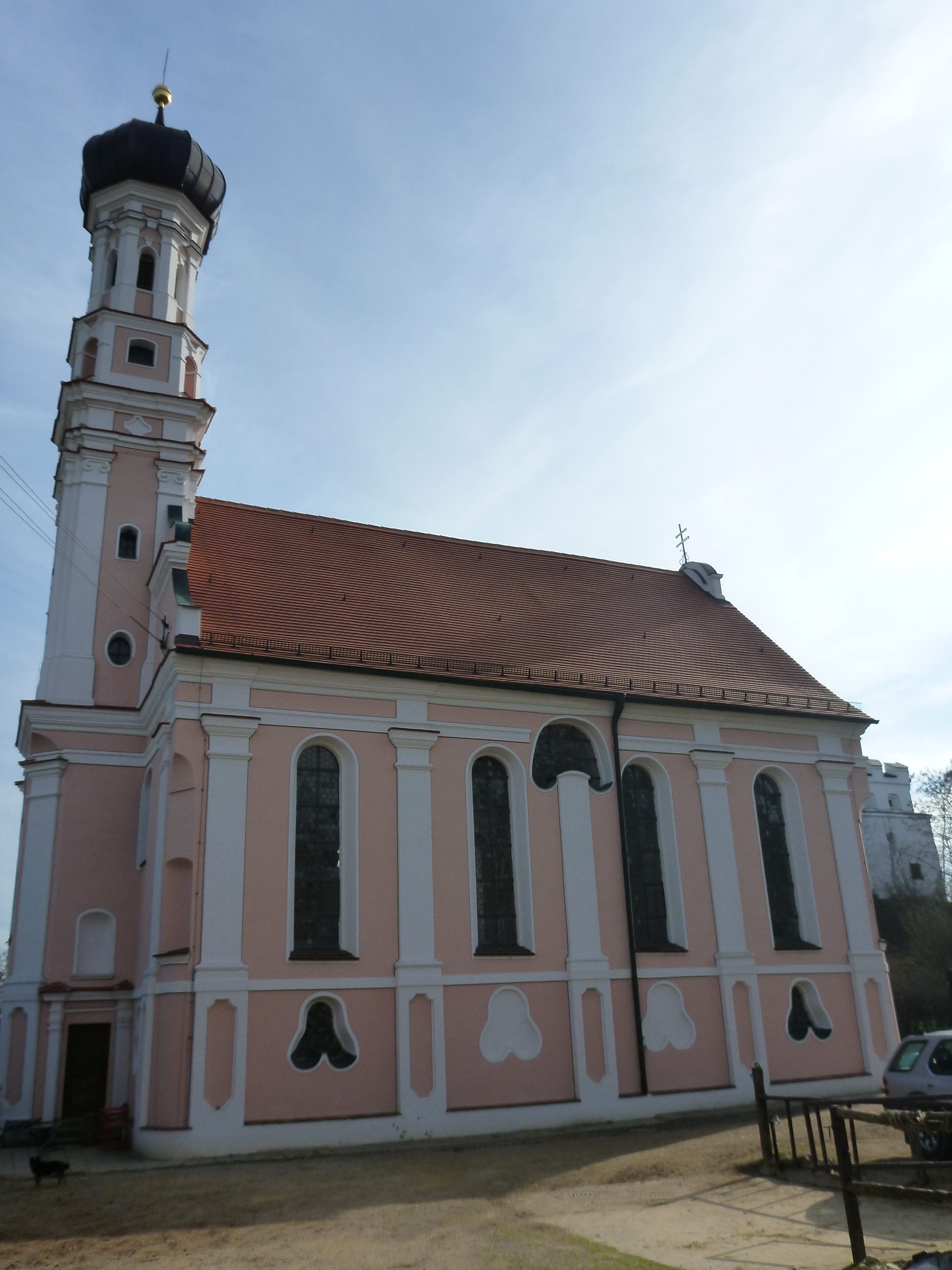
Schlosskapelle St. Johannes der Täufer in Markt

Die katholische Schlosskapelle St. Johannes der Täufer in Markt, einem Ortsteil der Marktgemeinde Biberbach im schwäbischen Landkreis Augsburg in Bayern, ist ein geschütztes Baudenkmal.

## Beschreibung
Wohl bereits um 1550 stand auf der Burg Markt eine spätgotische vierachsige Schlosskapelle. Der Baumeister Simon Rothmiller aus Höchstädt erhielt 1738 von Joseph Maria Fugger von Wellenburg den Auftrag, eine neue Kapelle zu errichten. Am Bau beteiligt waren der Maurermeister Joseph Holzapfel aus Biberbach und der Schlosszimmermeister Thomas Mayr aus Markt. Der dreischiffige, pilastergegliederte Rechteckbau und der östliche Turm mit Zwiebelhaube wurden bis 1739 fertiggestellt. Auf der Ostseite des Turms befindet sich eine Tafel aus Sandstein mit dem Wappen der Fugger und den Initialen R.I.A.F.G. V.K.W. H.Z.B. 1710 (= Rupert Joseph Anton Fugger Graf von Kirchberg und Weißenhorn, Herr zu Babenhausen 1710). Die Kirche ging 1923 durch eine Schenkung der Familie Fugger in den Besitz der Pfründestiftung Markt über.

## Ausstattung
Die Stuckarbeiten werden Johannes Finsterwalder zugeschrieben. Der Hochaltar stammt vom Schreiner Michael Bertele aus Sontheim, der ihn für einen Akkord von über 410 fl. fertigen ließ und einer Fassung von Hans Georg Hözle aus Sontheim. Die Figuren am Hochaltar schnitzte Joseph Höchstätter aus Biberbach. 1739 wurden ihm für die heute nicht mehr erhaltenen Figuren der vier Evangelisten 16 fl. ausbezahlt. Die Fresken und das Altarbild Taufe Christi malte Johann Georg Wolcker. Ein Schnitzrelief mit Weihnachtsdarstellungen um 1510 ist aus dem Umkreis des Bildschnitzers Daniel Mauch.